# Unzer Sztyme
Unzer Sztyme (jiddisch אונדזער שטימע; engl. Our Voice „Unsere Stimme“) war eine jiddischsprachige Zeitschrift, die im Displaced Persons Camp Bergen-Belsen herausgegeben wurde. Sie erschien von 1945 bis 1947. Es war das Organ der Überlebenden des Holocaust (hebräisch שארית הפליטה; she'erit hapletah „der überlebende Rest“) in der Britischen Besatzungszone. Die erste Nummer erschien am 12. Juli 1945 in Celle, sie war handschriftlich gefertigt.
Gründungsherausgeber der Zeitschrift waren Rafael Olewski, Paul Trepman und David Rosenthal. Die Zeitschrift enthielt Berichte ehemaliger KZ-Gefangener, Gedichte, Kurzgeschichten und auch Suchlisten, mit denen Menschen ihre Angehörigen suchten oder auf ihren Aufenthaltsort aufmerksam machen.
Das jiddische Liederbuch Zamlung fun katset un geto lider, eine Anthologie von Liedern und Gedichten aus den Konzentrationslagern und Ghettos von Sami Feder (1909–2000), wurde 1946 im Displaced Persons Camp in Bergen-Belsen als Teil der Zeitschrift Unzer Sztyme gedruckt (Redaktion: David Rosenthal und Paul Trepman, herausgegeben vom Jüdischen Zentralkomitee in Bergen-Belsen).
Das Blatt war zionistisch ausgerichtet und forderte von Anfang an die Gründung eines unabhängigen jüdischen Staates in Palästina. Es warb für die Auswanderung nach Palästina (siehe Alija), was dem Autor Joseph Croitoru  zufolge „zu einem besonderen Akt nationaler Selbstbehauptung [geriet], hatten die Briten doch bekanntlich nicht nur direkt vor Ort das Sagen, sondern damals die Verwaltungshoheit auch im Gelobten Land, in das sie Juden nur ungern einreisen ließen.“ Den Mitherausgeber David Rosenthal zitiert Croitoru aus der dritten Ausgabe mit den Worten: „Jetzt die Tore des Landes Israel für die jüdische Einwanderung zu versperren, […] ist kein kleines Verbrechen angesichts von Auschwitz und Maidanek.“